# 薩爾內區
薩爾內區（烏克蘭語：Сарненський район）是烏克蘭西部羅夫諾州東北部的一個區，與白俄羅斯、烏國日托米爾州接壤，行政中心設於薩爾內，人口数量为212,598人（2021年估计）。

## 历史
至2020年為止，萨尔内区的面积为1,970平方公里，人口104,037。
2020年7月18日乌克兰實施行政区重劃，羅夫諾州轄下16個區與4個市整併為4個區，萨尔内区的面积显著增加。

## 行政区划
萨尔内区下分为11个市镇，以下依市鎮人口由多到少排列：

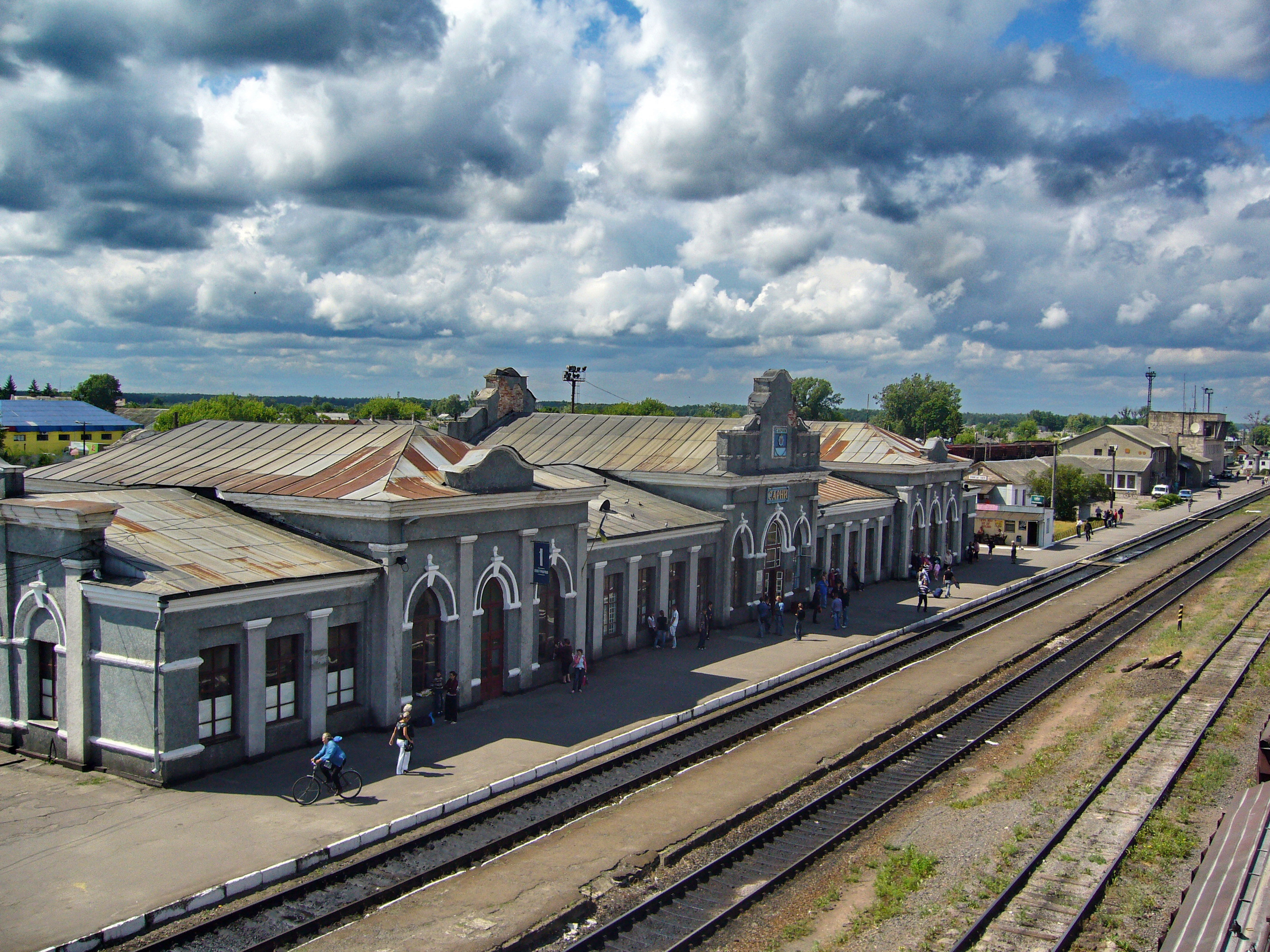
薩爾內市鎮（烏克蘭語：Сарненська міська громада）
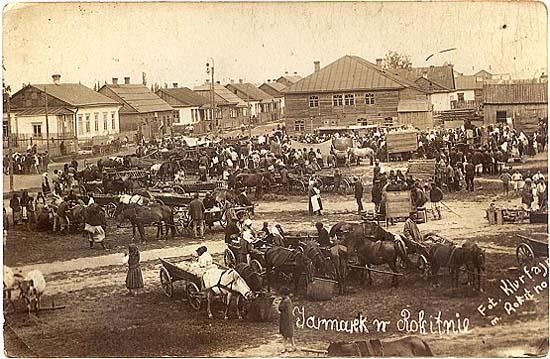
羅基特內市鎮（烏克蘭語：Рокитнівська селищна громада）
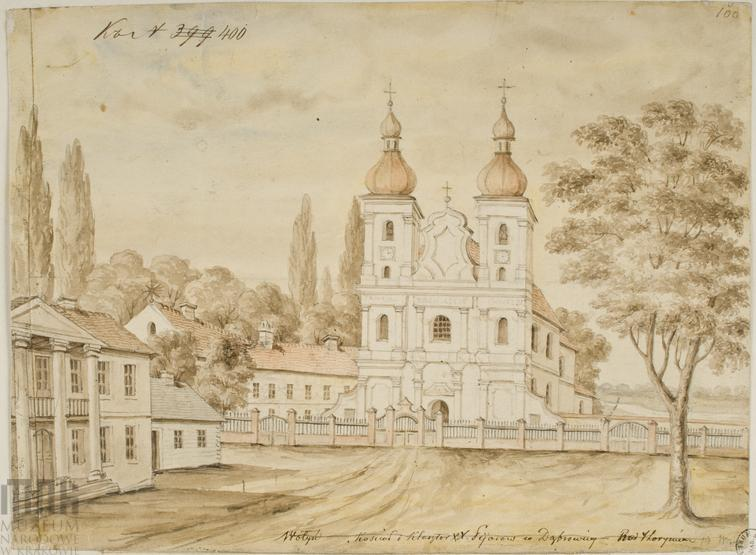
杜布羅維察市鎮（烏克蘭語：Дубровицька міська громада）
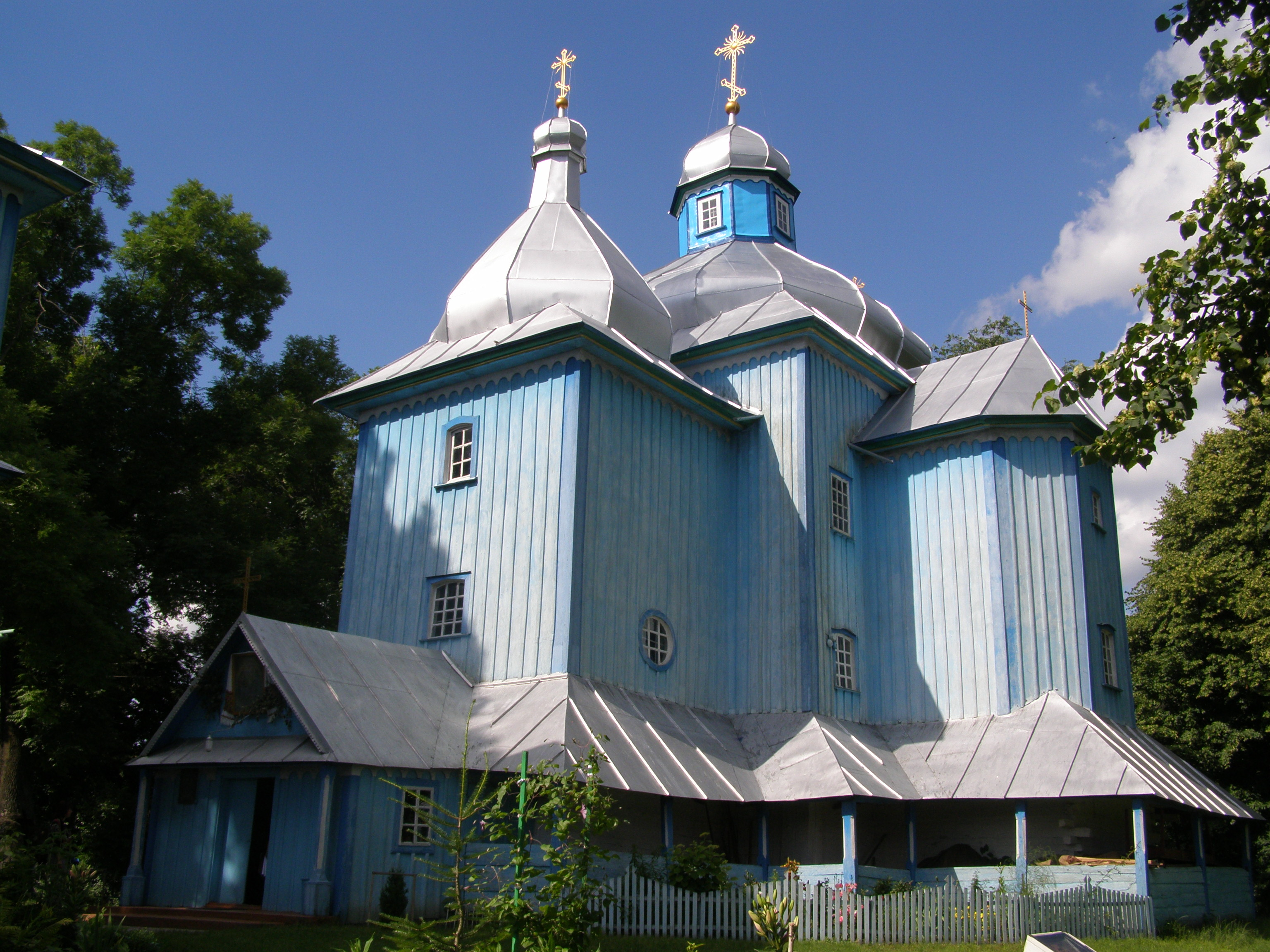
斯捷潘

- 維里市鎮（烏克蘭語：Вирівська сільська громада）
- 貝雷佐韋市鎮（烏克蘭語：Березівська сільська громада (Рівненська область)）
- 內莫維奇市鎮（烏克蘭語：Немовицька сільська громада）
- 克莱西夫市鎮（烏克蘭語：Клесівська селищна громада）
- 斯捷潘市鎮（烏克蘭語：Степанська селищна громада）
- 斯塔雷村市鎮（烏克蘭語：Старосільська сільська громада）
- 米利亞奇市鎮（烏克蘭語：Миляцька сільська громада）
- 維索茨克市鎮（烏克蘭語：Висоцька сільська громада）

- 薩爾內
- 羅基特內
- 杜布羅維察
- 斯捷潘